# Liste des partis politiques au Liechtenstein
Le Liechtenstein compte six partis politiques en activité, dont deux principaux qui forment régulièrement des coalitions au Landtag et dominent la vie politique liechtensteinoise depuis plus d'un siècle : l'Union patriotique (VU) et le parti progressiste des citoyens (FBP).

## Blocs politiques
Cette section a été mise à jour après les élections municipales liechtensteinoises de 2023. Les ministres en fonction sont issus de la législature 2021-2025.
| Fonction                    | FBP | VU | FL | DPL | DU | MIM |
| --------------------------- | --- | -- | -- | --- | -- | --- |
| Fonction                    |     |    |    |     |    |     |
| Chef du gouvernement /1     | 1   | -  | -  | -   | -  | -   |
| Ministres /4                | 2   | 2  | -  | -   | -  | -   |
| Députés /25                 | 10  | 10 | 3  | 2   | -  | -   |
| Maires /11                  | 8   | 3  | -  | -   | -  | -   |
| Conseillers municipaux /104 | 43  | 51 | 5  | 5   | -  | -   |

## Partis politiques actuels
| Partis | Partis                                                             | Sigle | Création | Positionnement et idéologie                                                              |
| ------ | ------------------------------------------------------------------ | ----- | -------- | ---------------------------------------------------------------------------------------- |
|        | Parti progressiste des citoyens (de) Fortschrittliche Bürgerpartei | FBP   | 1918     | Droite Conservatisme National-conservatisme Libéralisme économique Démocratie chrétienne |
|        | Union patriotique (de) Vaterländische Union                        | VU    | 1936     | Centre droit Démocratie chrétienne Libéral-conservatisme                                 |
|        | Liste libre (de) Freie Liste                                       | FL    | 1985     | Centre gauche Social-démocratie Écologie politique                                       |
|        | Les Indépendants (de) Die Unabhängigen                             | DU    | 2013     | Droite Populisme de droite Euroscepticisme                                               |
|        | Démocrates pour le Liechtenstein (de) Demokraten Pro Liechtenstein | DPL   | 2018     | Droite Populisme de droite Euroscepticisme                                               |
|        | L'humain au centre (de) Mensch im Mittelpunkt                      | MIM   | 2022     | Parti à objet unique Anti-mesures sanitaires                                             |

## Anciens partis politiques
| Partis | Partis                                                                                          | Sigle | Création | Dissolution | Positionnement et idéologie                            | Observations |
| ------ | ----------------------------------------------------------------------------------------------- | ----- | -------- | ----------- | ------------------------------------------------------ | --- |
|        | Parti populaire chrétien-social (de) Christlich-Soziale Volkspartei                             | VP    | 1918     | 1936        | Centre droit Libéral-conservatisme                     | Fusionne avec le Service liechtensteinois pour la patrie pour former l'Union patriotique.                               |
|        | Service liechtensteinois pour la patrie (de) Liechtensteiner Heimatdienst                       | LHD   | 1933     | 1936        | Extrême droite Corporatisme d'État National socialisme | Fusionne avec le Parti populaire chrétien-social pour former l'Union patriotique.                                       |
|        | Mouvement populaire allemand au Liechtenstein (de) Volksdeutsche Bewegung in Liechtenstein      | VDBL  | 1938     | 1945        | Extrême droite National socialisme                     | Parti dissout officiellement en mars 1939 après deux tentatives de coup d'État puis s'est reconstitué durant la guerre. |
|        | Parti des travailleurs et des paysans (de) Partei der Unselbständig Erwerbenden und Kleinbauern | UEK   | c. 1950  | c. 1953     | Agrarisme                                              | N'a participé qu'aux élections législatives de février 1953.                                                            |
|        | Parti chrétien social (de) Christlich-Soziale Partei Liechtensteins                             | CSP   | 1961     | c. 1978     | Droite Démocratie chrétienne                           | |
|        | Liste non partisane (de) Überparteiliche Liste Liechtenstein                                    | ÜLL   | 1989     | 1990        | Parti à objet unique Décentralisation                  | N'a participé qu'aux élections législatives de 1989.                                                                    |